# چارلز گودیر
چارلز گودیر (انگلیسی: Charles Goodyear؛ زاده ۲۹ دسامبر ۱۸۰۰ درگذشته ۱ ژوئیهٔ ۱۸۶۰) یک مهندس اهل ایالات متحده آمریکا بود.
وی در دهه ۱۸۳۰ روی تقویت خواص لاستیک کار کرد و در سال ۱۸۳۹ بطور تصادفی موفق به کشف فرایند ولکانش شد. شرکت گودیر تایر که در سال ۱۸۹۸ تاسیس شده به نام او نامگذاری شده است.